# Golden Lady
Golden Lady est une chanson de l'auteur-compositeur-interprète Stevie Wonder, diffusée sur son album Innervisions en 1973.
Chanson d'amour aux sonorités cubaines, elle n'est pas sortie en single à l'époque mais a depuis fait l'objet d'une trentaine de reprises.

## Contexte
Golden Lady est une chanson d'amour au même titre que All in Love is Fair (en), contrastant avec les autres chansons présentes sur Innervisions, principalement axées sur les problèmes sociétaux américains tels que l'addiction à la drogue (Too High) ou la politique de Richard Nixon (He's Misstra Know-It-All).
Cette chanson montre le goût de Wonder pour les sonorités cubaines, Golden Lady étant influencé par les rythmes montuno.

### Personnel
- Stevie Wonder : voix, piano, Fender Rhodes, batterie, Moog bass[5]
- Larry "Nastyee" Latimer : congas
- Clarence Bell : orgue Hammond
- Ralph Hammer : guitare acoustique

## Reprises
Informations issues de SecondHandSongs, sauf mentions complémentaires.
Golden Lady compte une trentaine de reprises, tant chantées qu'instrumentales, dont :
- José Feliciano sur And The Feeling’s Good (1974)
- Ronnie Foster (en) sur On the Avenue (en) (1974)
- Abbey Lincoln sur Abbey Lincoln in Paris - Painted Lady (1980)
- Maxi Priest sur CombiNation (1999)
- Frank McComb (en) sur Soul Togetherness 2002 (2002)
- Yesterday's New Quintet (Madlib) sur Stevie (2004)
- Brad Goode (en) sur Polytonal Dance Party (2008)
- Kurt Elling sur The Gate (2011)
- Robert Glasper (2013)[7]
- Dmitri Matheny (en) sur Jazz Noir (2016)
- Bill Wurtz (2017)[8]
- Olivier Temime sur Inner Songs (2023)

### Adaptations en langue étrangère
| Année | Langue  | Titre        | Adaptation | Interprète(s)   |
| ----- | ------- | ------------ | ---------- | --------------- |
| 1977  | Tagalog | Sino Nga Ba? | Willy Cruz | Hajji Alejandro |